# Modelorganisme

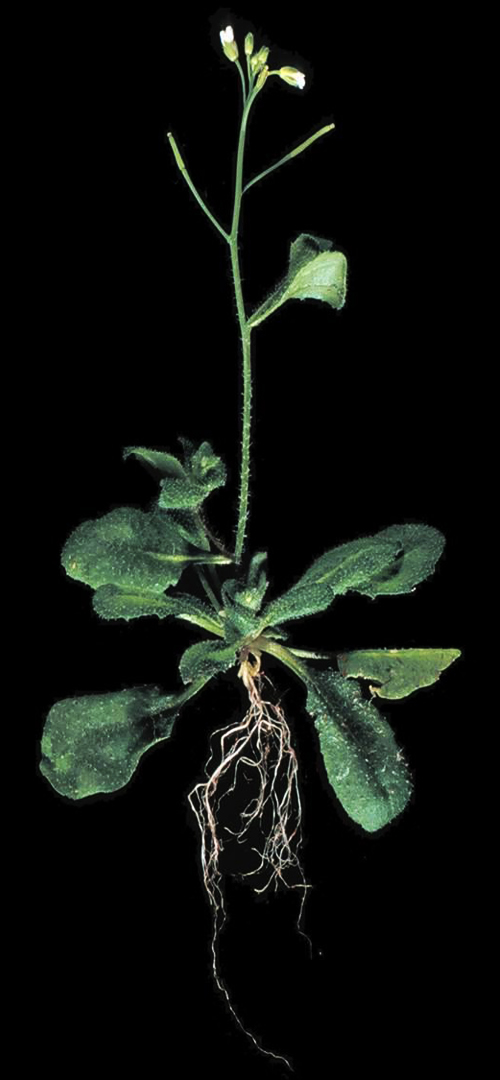
De plant Arabidopsis thaliana is een populair modelorganisme door zijn korte generatietijd

Modelorganismen zijn soorten die in wetenschappelijk onderzoek gebruikt worden om biologische eigenschappen en mechanismen te bestuderen. Ze spelen een belangrijke rol in genetisch, ontwikkelingsbiologisch en biomedisch onderzoek. Doordat de fundamentele eigenschappen van organismen in de evolutie vaak hetzelfde zijn gebleven, kan de studie van een enkele soort ons veel vertellen over de biologie van verwante organismen, inclusief de mens.
Modelorganismen zijn vaak uitgekozen omdat ze specifieke eigenschappen hebben die de bestudering gemakkelijk maken, zoals een korte levenscyclus, handzame omvang of snelle opeenvolging van generaties. In sommige gevallen wordt een organisme uitgekozen omdat het in zijn genetica of fysiologie overeenkomt met de mens. Veel ziekteprocessen die geldig zijn in de mens, zijn uitstekend te verklaren en te modelleren in andere gewervelde dieren, zoals de zebravis Danio rerio of de muis Mus musculus.
Vroege experimenten aan de bacterie E. coli wierpen licht op fundamentele moleculair-biologische processen die geldig zijn in alle levende cellen, zoals DNA-replicatie. Onderzoek aan de eencellige gist S. cerevisiae, die nog steeds gebruikt wordt als een modelorganisme voor eukaryotische celbiologie, heeft de moleculaire basis onthuld voor de processen die uniek zijn voor eukaryoten, zoals de celcyclus, signaalroutes en meiose. Van de meeste modelorganismen is het genoom goed bekend, en methodieken om in te grijpen op het DNA zijn vaak goed ingeburgerd.

## Overzicht

### Belangrijke modelorganismen
Sommige soorten laten zich makkelijker lenen voor wetenschappelijk onderzoek dan andere. Zo zijn er planten en dieren die zich snel in het laboratorium voortplanten, of zich gemakkelijk laten manipuleren met behulp van genetische technieken. Hoe meer kennis er over een bepaald organisme verzameld wordt, hoe aantrekkelijker dit organisme wordt voor verdere bestudering. In de loop van de geschiedenis hebben biologen zich om deze reden gefocust op een klein aantal uitgekozen soorten. De lijst van deze representatieve modelorganismen is redelijk lang en groeit nog steeds, maar er zijn er een aantal die er historisch gezien uitspringen – deze soorten zijn van fundamenteel belang geweest voor de ontrafeling van de (moleculaire) biologie van levende wezens.

#### De bacterieEscherichia coli

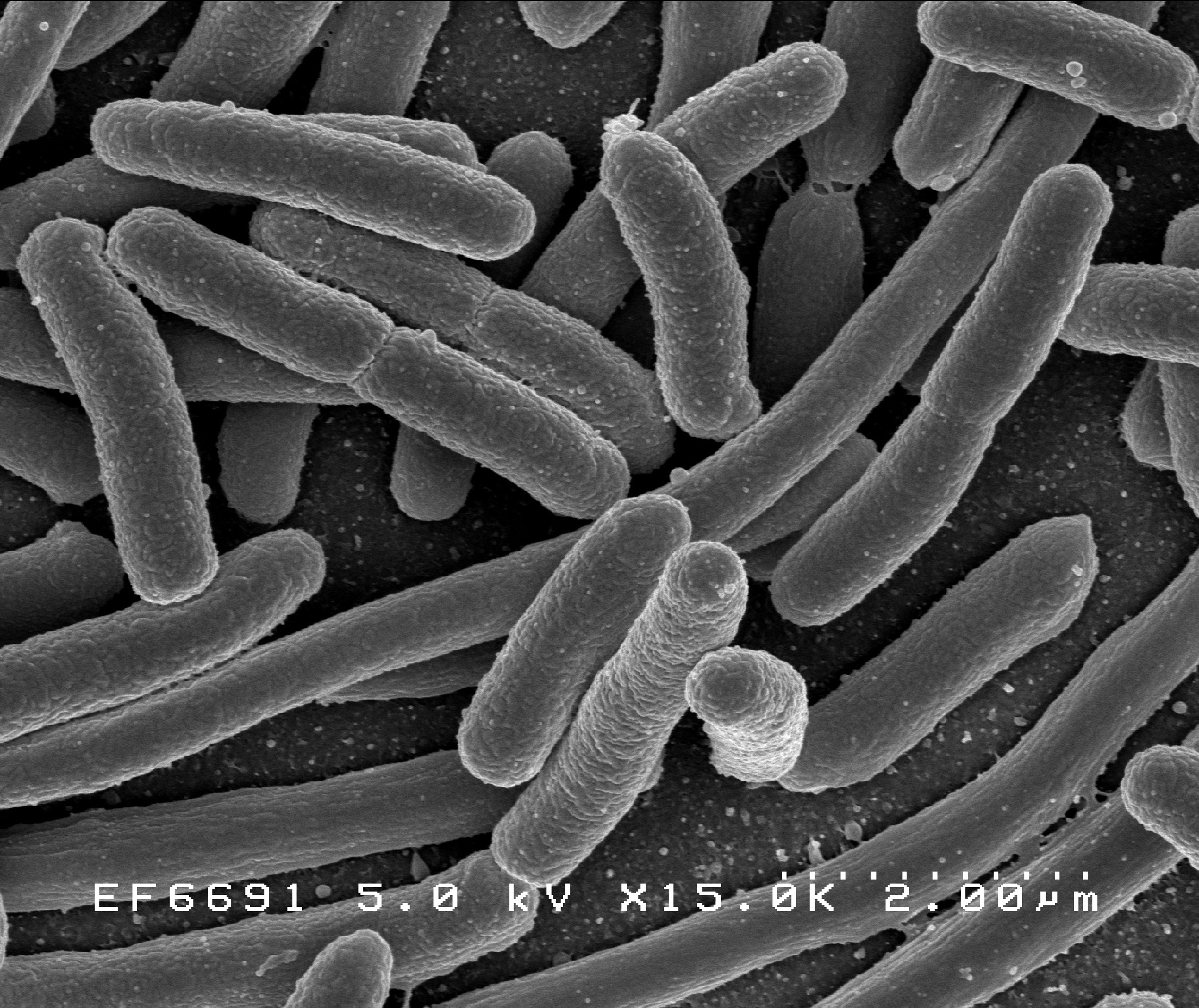
SEM-opname van E. coli-bacteriën, een van de simpelste modelorganismen

In de vroege dagen van de moleculaire biologie werd veel onderzoek verricht aan de bacterie Escherichia coli, vaak kortweg E. coli genoemd. Deze algemeen voorkomende darmbacterie stelt niet veel eisen aan zijn omgeving en groeit snel in een simpel voedingsmedium. Basale principes van moleculaire biologie – bijvoorbeeld hoe het DNA zich kopieert en hoe de DNA-code gelezen wordt om eiwitten te maken – werden oorspronkelijk opgehelderd in experimenten met E. coli. Deze mechanismen zijn vrijwel universeel geconserveerd in de evolutie, wat wil zeggen dat ze ook gelden in alle andere vormen van leven, inclusief de mens.
Naast E. coli zelf zijn ook virussen die deze bacterie infecteren, zogenaamde bacteriofagen, van essentieel belang geweest in moleculair onderzoek. De bacteriofaag-λ en de bacteriofaag T4 konden, dankzij hun kleine en compacte genomen, relatief makkelijk genetisch gemanipuleerd worden. Vanaf de jaren 1970 werden hierdoor de eerste genen ontdekt die coderen voor de replicatie van het virale DNA. Zo kon het principe van DNA-replicatie opgehelderd worden. Bacteriën spelen nog steeds een cruciale rol als gastheerorganisme in de biotechnologie en microbiologie. Men gebruikt E. coli bijvoorbeeld routinematig om een gewenst stukje DNA te kloneren. Hiervoor zijn speciale laboratoriumstammen van de bacterie ontwikkeld.

#### De gistSaccharomyces cerevisiae
Om de werking van de eukaryotische cel te onderzoeken, maken wetenschappers graag gebruik van een kleine eencellige eukaryoot, de bakkersgist Saccharomyces cerevisiae. Deze soort wordt al duizenden jaren door de mens toegepast bij het brouwen van bier en het bereiden van brood. S. cerevisiae behoort tot het rijk van de schimmels, en lijkt qua genoom meer op dieren dan op planten. Net als andere schimmels heeft de gist een chitineuze celwand en beschikt over mitochondriën voor energieproductie.

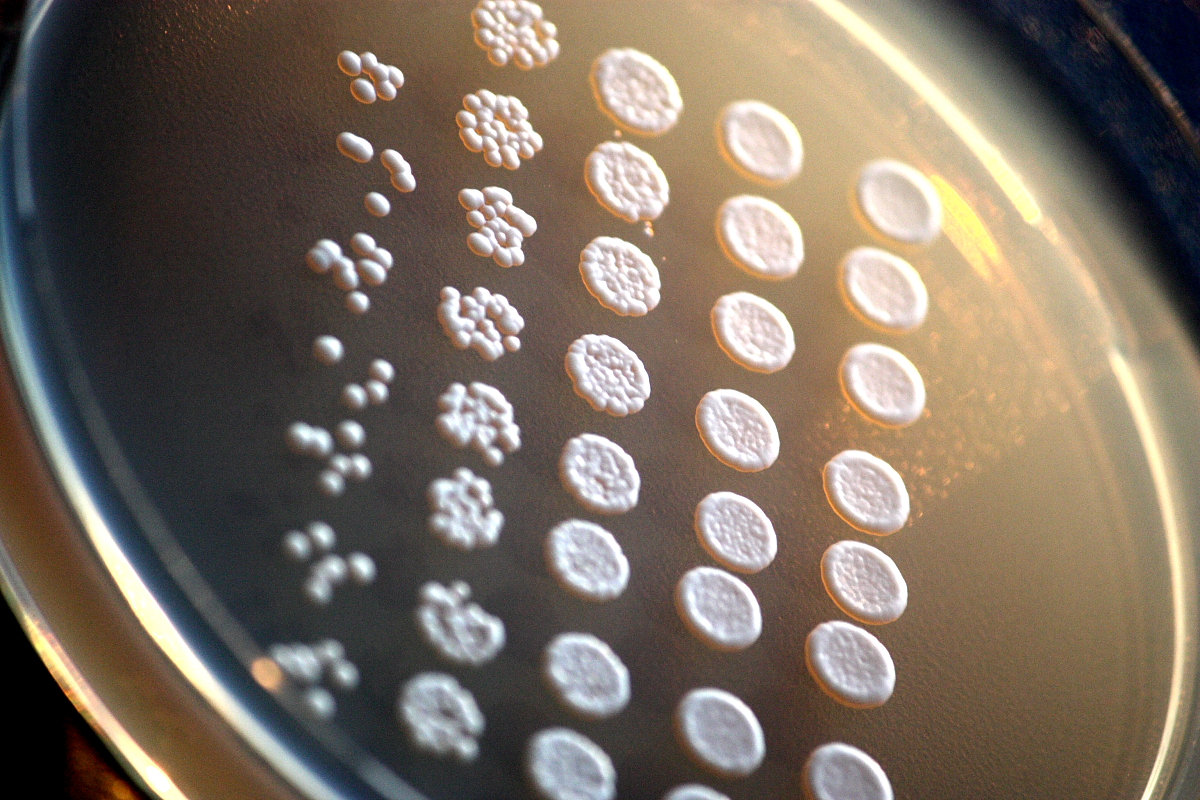
Gistkolonies op een agarplaat voor een mutagenese-screening

Het genoom van de gist S. cerevisiae is, voor eukaryotische maatstaven, uitzonderlijk klein, maar het volstaat voor alle basistaken die elke eukaryotische cel moet uitvoeren. Dankzij uitgebreid onderzoek aan gistcellen hebben wetenschappers mechanismen ontdekt die uniek zijn voor eukaryoten, zoals de celdelingscyclus (de processen waarbij de kern en alle andere componenten van een cel worden verdubbeld en verdeeld over de twee dochtercellen) en meiose (het proces waarbij de voortplantingscellen van een organisme worden gevormd). Ook zijn inzichten in de eukaryotische chromosoomstructuur, de interne organisatie van de celkern, de mechanismen van eiwitsecretie en de werking van signaaltransductieroutes, grotendeels voortgekomen uit onderzoek aan gisten. De processen zijn zo fundamenteel dat ze vaak op precies dezelfde manieren opgaan in menselijke cellen.

#### De plantArabidopsis thaliana

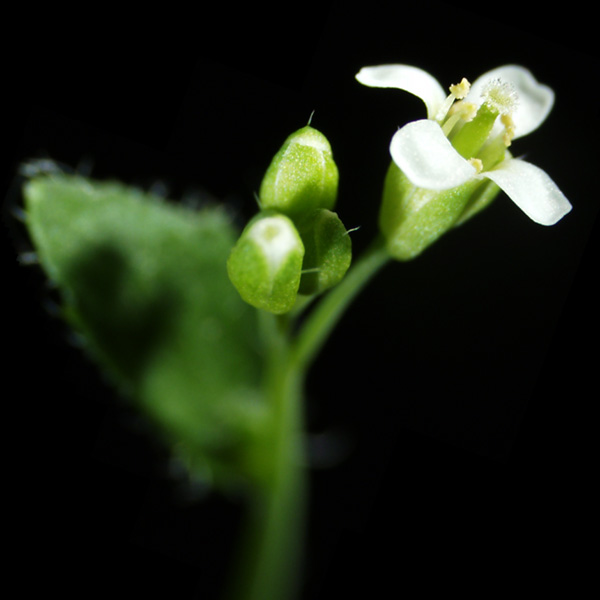
De bloeiwijze van Arabidopsis thaliana

Bij het botanisch genetisch onderzoek is ervoor gekozen het onderzoek te concentreren op zandraket (Arabidopsis thaliana), een kleine vertegenwoordiger van de kruisbloemenfamilie. Deze kleine, geharde plant is relatief eenvoudig te kweken, en een volgroeid individu kan duizenden nakomelingen opleveren. De plant is een zelfbestuiver, waardoor de erfelijke eigenschappen zonder wijzigingen aan het nageslacht worden doorgegeven. Dit maakt de soort bijzonder geschikt voor genetische analyse.
Zandraket was de eerste plant waarvan het volledige genoom werd bepaald. Het genoom is relatief compact, met slechts 135 miljoen basenparen en weinig repetitief DNA. Alle belangrijke genen zijn in kaart gebracht, en duizenden mutante exemplaren van de plant zijn commercieel verkrijgbaar. Voor de veredeling van gewassen is de genetische beïnvloeding en screening van dergelijke mutanten buitengewoon belangrijk.
Onderzoek aan zandraket heeft geleid tot detailkennis van vrijwel alle moleculaire processen in planten. Men heeft met behulp van deze modelplant onder andere licht geworpen op de mechanismen van bloemontwikkeling (en de coördinatie ervan met het jaargetijde), het vermogen van planten om naar het licht te groeien, de regulering van groei door middel van hormonen, en het speciale afweersysteem waarmee de plant ziekteverwekkers tegenhoudt.

#### De rondwormCaenorhabditis elegans
Caenorhabditis elegans was het eerste dier, tevens het eerste meercellige organisme, waarvan het genoom volledig werd bepaald. C. elegans is een kleine, vrijlevende rondworm met een levenscyclus van slechts enkele dagen. Deze microscopisch kleine worm kan voor lange tijd worden opgeslagen in de vriezer zonder dood te gaan. Zijn transparante lichaam en vermogen tot zelfbevruchting maakt hem zeer geschikt voor genetische manipulatie en microscopisch onderzoek.

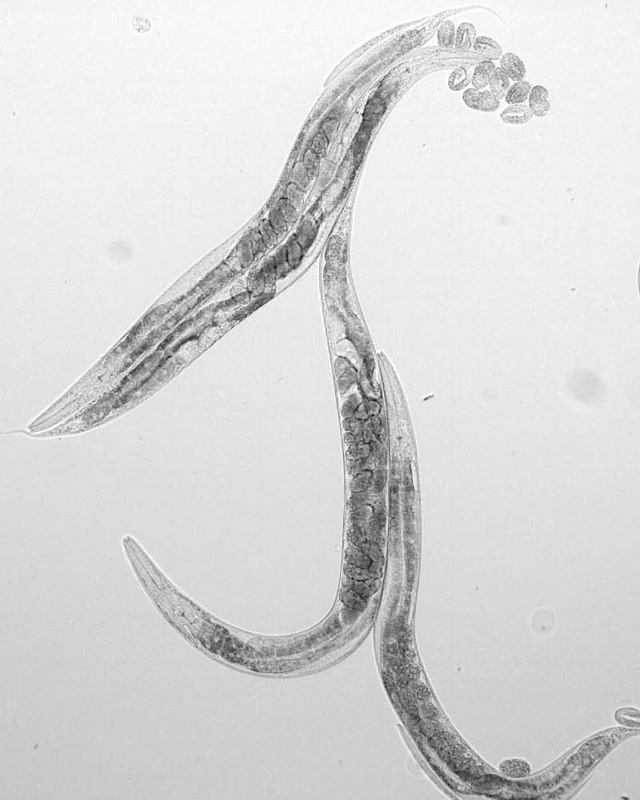
Microscopische opname van de nematode C. elegans

C. elegans heeft enkele doorbraken teweeggebracht in de ontwikkelingsbiologie en moleculaire celbiologie. De rondworm ontwikkelt zich met een precisie die aan het wonderbaarlijke grenst: een bevruchte eicel groeit uit tot een volwassen individu van exact 959 lichaamscellen (en een variabel aantal ei- en zaadcellen). Onderzoekers hebben na vele decennia aan analyse een zeer gedetailleerd beeld gekregen van hoe deze ontwikkeling verloopt; hoe de cellen delen, bewegen en veranderen onder invloed van specifieke signalen.
Onderzoek aan C. elegans heeft licht geworpen op de mechanismen van geprogrameerde celdood (apoptose), zowel in normale ontwikkeling als in de vorming van kanker. Daarnaast heeft de soort een belangrijke rol gespeeld in de ontrafeling van RNA-interferentie, een fundamenteel celproces waarmee bijna alle eukaryotische levensvormen hun genexpressie reguleren. RNA-interferentie werd met behulp van C. elegans uitgewerkt tot een genetische technologie waarmee onderzoekers genexpressie heel gericht kunnen stilleggen.

## Voorbeelden

### Eencelligen
- Bacterie: Escherichia coli, Mycobacterium smegmatis
- Gist: Saccharomyces cerevisiae
- Amoebe: Dictyostelium discoideum

### Dieren
- Fruitvlieg (Drosophila melanogaster)
- Rondworm (Caenorhabditis elegans)
- Muis (Mus musculus)
- Bruine rat (Rattus norvegicus)
- Kip (Gallus gallus)
- Klauwkikker (Xenopus laevis)
- Zebravis (Danio rerio)
- Zakpijp (Ascidians)
- Watervlo (Daphnia)
- Resusaap (Macaca mulatta)
- Oryzias latipes, vis

### Planten
- Zandraket (Arabidopsis thaliana)